# Daniel Levin
Daniel Levin (* 1974 in Burlington, Vermont) ist ein US-amerikanischer Jazz- und Improvisationsmusiker (Cello) und Komponist.

## Leben und Wirken
Levin begann mit sechs Jahren Cello zu lernen; während seiner Schulzeit spielte er außerdem Alt- und Tenorsaxophon. Im Alter von 15 Jahren erhielt er Unterricht an der Walnut Hill School for the Arts in Natick, Massachusetts, um anschließend am Mannes College of Music in New York bei Paul Tobias zu studieren. Nach einem Jahr wechselte er an das New England Conservatory of Music, wo er bei Joe Maneri, Joe Morris, Hankus Netksy und John McNeil studierte (Abschluss 2001), unterbrochen durch mehrere Tourneen. 2003 legte er sein Debütalbum Don’t Go It Alone (Riti) vor, an dem Dave Ballou (Kornett), Matt Moran (Vibraphon) und Joe Morris (Bass) mitwirkten und das positive Resonanz in der Fachpresse fand; es folgten weitere Solo-, Trio- und Quartett-Produktionen bei Clean Feed und HatHut Records. Außerdem arbeitete er u. a. mit Billy Bang, Borah Bergman, Tim Berne, Anthony Braxton, Rob Brown, Gerald Cleaver, Andrew Cyrille, Mark Dresser, Masashi Harada, Tony Malaby, Joe Morris, Joe McPhee, William Parker, Warren Smith und Ken Vandermark. 2010 erhielt Levin den Jerome Foundation Award. Im Bereich des Jazz war er zwischen 1999 und 2024 an 42 Aufnahmesessions beteiligt, u. a. auch mit Joe Giardullo, Michael Marcus, Steve Swell, Scott Fields, François Grillot und Jason Kao Hwang. 2014 arbeitete er u. a. in New York mit Russ Lossing, Jim Hobbs, Mat Maneri, Tanya Kalmanovitch und Viv Corringham, in Chicago mit Jim Baker und Frank Rosaly.
Daniel Levin vereint in seinen Kompositionen Elemente europäischer Klassik, amerikanischen Jazz, mikrotoanale und Neue Musik sowie europäische Improvisationsmusik. Der Kritiker John Sharpe notierte in The New York City Jazz Record über Levin: „Er aktiviert alle Arten von Musik mit erstaunlichem Geschick: Jazz, Klassisches, Improvisation, Noise, Gesangchorus[se]. Seine Technik ist unbestritten und er weidet sich in der Körperlichkeit des Instruments.“

## Diskographische Hinweise

### Alben unter eigenem Namen
- Don't Go It Alone (Riti, 2003), mit Joe Morris, Dave Ballou, Matt Moran
- Some Trees (hatOLOGY, 2006), mit Joe Morris, Nate Wooley, Matt Moran
- Blurry (hatOLOGY, 2007), mit Joe Morris, Nate Wooley, Matt Moran
- Live at Roulette (Clean Feed, 2009), mit Nate Wooley, Matt Moran
- Bacalhau (Clean Feed, 2010), mit Nate Wooley, Peter Bitenc, Matt Moran
- Inner Landscape (Clean Feed, 2011) solo
- Fuhuffah (Clean Feed, 2008), mit Ingebrigt Håker Flaten, Gerald Cleaver
- Organic Modernism (Clean Feed, 2011), mit Nate Wooley, Peter Bitenc, Matt Moran
- Friction (Clean Feed, 2015), mit Nate Wooley, Torbjörn Zetterberg, Matt Moran
- Live at Firehouse 12 (Clean Feed, 2017), mit Mat Maneri, Matt Moran, Torbjörn Zetterberg
- Solo (eyes&ears, 2025)

### Kooperationen
- Rob Brown Trio: Sounds (Clean Feed, 2007), mit Satoshi Takeishi
- Ivo Perelman / Daniel Levin / Torbjörn Zetterberg: Soulstorm (Clean Feed, 2010)
- Rob Brown, Daniel Levin: Natural Disorder (2010)
- Pete Robbins’ Unnamed Quartet: Live in Brooklyn (Not Two Records, 2011), mit Nate Wooley, Jeff Davis
- Gianni Mimmo, Daniel Levin: Turbulent Flow (Amirani Records, 2012)
- Tony Malaby, Mat Maneri, Daniel Levin: New Artifacts (Clean Feed, 2017)
- Daniel Levin, Ingebrigt Håker Flaten, Chris Corsano: Spinning Jenny (Trost, 2017)
- Daniel Levin • Chris Pitsiokos • Brandon Seabrook: Stomiidae (Dark Tree, 2018)